# John Heritage
John Heritage é um sociólogo estadunidense conhecido por seu trabalho em etnometodologia e na análise da conversação. É professor emérito da Universidade da Califórnia em Los Angeles.